# Péninsule de Dampier

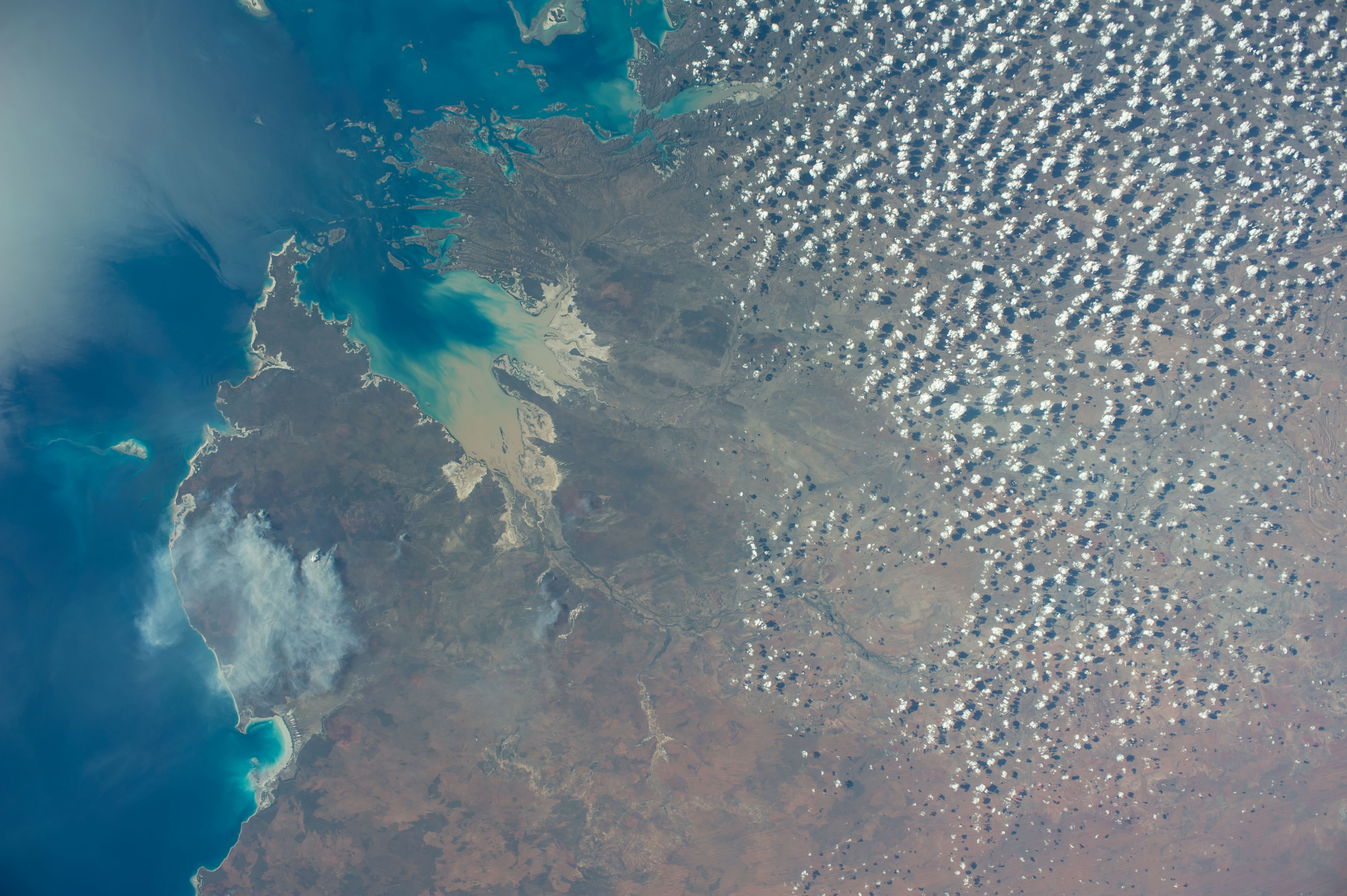
Photographie du golfe de King Sound depuis l'ISS en 2014.

La péninsule de Dampier est une péninsule australienne s'avançant dans l'océan Indien au nord-ouest du Kimberley, sur la côte nord de l'Australie-Occidentale. Elle délimite, à l'est, le golfe appelé King Sound.